# Willy de l'Arbre
Guillaume Marie Denis de l’Arbre (Antuérpia, 31 de maio de 1882 — Boechout, 11 de março de 1952) foi um velejador belga, medalhista olímpico. Ele competiu nos Jogos Olímpicos de Verão de 1920 na classe 8 Metre e conquistou a medalha de bronze na disputa realizada segundo as regras de 1919 a bordo do Antwerpia V com Albert Grisar, Georges Hellebuyck, Léopold Standaert e Henri Weewauters.